# Zebabdja
Zebabdja est un village algérien situé à l’est de la wilaya de Chlef.